# Wodginite
La wodginite è un minerale.